# Trombogenność
Trombogenność – właściwość materiału, która indukuje lub sprzyja tworzeniu się skrzepu. Trombogenność wrodzona to tworzenie się skrzepu w wyniku kontaktu z powierzchnią materiału oraz trombogenność kontrolowana w postaci reakcji na powierzchni implantu. Przykładowo, kompozyty dla kardiochirurgii wytwarza się tak, by zwiększyć atrombogenność materiału (efekt odwrotny do trombogenności).

Przeczytaj ostrzeżenie dotyczące informacji medycznych i pokrewnych zamieszczonych w Wikipedii.